# Mouzens (Dordogna)
Mouzens è un comune francese soppresso e frazione del dipartimento della Dordogna nella regione della Nuova Aquitania. Dal 1º gennaio 2016 si è fuso con il comune di Coux-et-Bigaroque per formare il nuovo comune di Coux-et-Bigaroque-Mouzens.

## Società

### Evoluzione demografica
Abitanti censiti